# E. J. Edmond Cycle Manufacturing Company
E. J. Edmond Cycle Manufacturing Company war ein US-amerikanischer Hersteller von Kraftfahrzeugen.

## Unternehmensgeschichte
Das Unternehmen hatte seinen Sitz in Matteawan, heute Teil von Beacon im US-Bundesstaat New York. Es stellte zwischen 1899 und 1901 Automobile und Motorräder her. Der Markenname lautete Edmond.

## Fahrzeuge
Das Automobil war ein Tricar. Es war ein Dreirad mit hinterem Einzelrad, abgeleitet von einem Motorrad. Der Fahrer saß hinten auf einem Motorradsattel. Zwischen den Vorderrädern befand sich ein Sitz für einen Passagier. Ein Einzylindermotor mit 1,5 PS Leistung trieb die Fahrzeuge an. Die Höchstgeschwindigkeit war mit 40 km/h angegeben. Der Kraftstofftank sollte für 80 km Wegstrecke ausreichen. Das Leergewicht war mit 61 kg angegeben. Der Neupreis betrug 350 US-Dollar. Die avisierte Käuferschicht waren Ärzte.